# Noémie Debienne
Pour les articles homonymes, voir Pilot.
Noémie Debienne, dite aussi Noémie de Bienne, née Léonie Pilot le 3 février 1870 à  Moulins et morte le 23 mars 1954 à Auribeau-sur-Siagne, est une sculptrice, artiste peintre et compositrice française.

## Biographie

### Enfance et famille
Léonie Pilot naît en 1870 à Moulins. Ses parents, Désiré Pilot, limonadier, Marie Talon, salariée, mariés en 1863, ont eu quatre autres enfants : Antoine Paul en 1865, mort à l’âge de trois jours en nourrice, ; Antoine Lucien Paul en 1867 ; Marie Lucie Jeanne en 1871 — tandis que la famille vit désormais à Trévol où Désiré Pilot est fermier —, qui meurt à l’âge de 7 mois ; Henri né à Avermes en 1879. Désiré Pilot, devenu négociant à Champfeu, se fait désormais appeler Gilbert Pilot (comme son propre père).
À une date et pour une raison inconnues, certains membres de la famille Pilot ajoutent ou substituent à leur patronyme le nom Debienne. Ainsi, Léonie Pilot, ayant par ailleurs adopté le prénom Noémie, devient dès 1887 Noémie de Bienne ou Noémie Debienne, identité qu'elle conserve jusqu'à la fin de sa vie. Marie Talon meurt en 1920 sous la mention  « veuve de Debienne, sans autres renseignements ». Elle est inhumée deux jours plus tard au cimetière parisien de la Chapelle, avant que sa dépouille ne soit transférée en 1922 au cimetière des Batignolles dans le caveau Pilot-Debienne. Son fils Henri, mort pour la France, y est aussi enterré, en 1926, sous le nom Pilot-Debienne.

### Parcours
Dans les années 1880, la famille s'établit à Paris. Le Dictionnaire national des contemporains indique que « Noémi [sic] Debienne […] vint à Paris de bonne heure ». La jeune femme se fait connaître sous le nom de Noémie de Bienne en 1887, à la rubrique mondaine : en costume oriental, elle participe à un grand bal costumé donné à l’hôtel Continental, où sont réunies de nombreuses demi-mondaines et autres « étoiles de la galanterie parisienne » selon Le Figaro. En 1890 paraissent chez Fromont les partitions de cinq morceaux et un boléro que Noémie de Bienne a composés au piano. Une critique musicale parue dans Le Grillon la dit élève du musicien Eugène Simonet et déjà membre, malgré ses vingt ans, de la Société des auteurs et compositeurs. Le boléro, joué en août aux concerts de la tour Eiffel, est dédié avec son « souvenir affectueux » au baron Auguste Émile Vivier-Deslandes (dit Émile Deslandes). Ce dernier, lieutenant de vaisseau devenu sous-préfet, veuf depuis 1866, est aussi artiste peintre et homme de lettres. En 1893, il dédicace en retour à Noémie de Bienne son récit Cœurs de marins, où il fait figurer en frontispice un portrait de la jeune femme. Leur lien, dont la nature exacte n'est pas renseignée, persiste jusqu'à la mort de Deslandes, en 1917.
Devenue élève des sculpteurs Anatole Marquet de Vasselot, Lucien Pallez et Louis Muraton, Léonie Pilot expose sous le nom de Noémie Debienne pour la première fois au Salon des artistes français de 1894, deux marbres, intitulés Hésitation et Ma mère . Établie 2, rue Ballu, dans le quartier Saint-Georges où elle résidera désormais, elle obtient une mention honorable.
Vers 1896, elle déménage au 17, rue de La Rochefoucauld — face au no 20 où réside le baron Deslandes — et devient membre de la Société des artistes français en 1898. Son œuvre Désespoir, présentée au Salon de 1896, est achetée par l’État qui l’attribue à la ville de Dax en 1907 à la demande de Raphaël Milliès-Lacroix, ancien maire de la ville et conseiller général des Landes. La nudité du sujet fait l’objet de débats au conseil municipal.
Vers 1900, Noémie Debienne réside désormais elle-même au 20, rue de La Rochefoucauld, qu’elle quitte vers 1905 pour le 24, rue d’Aumale, tout comme Deslandes. Elle possède par ailleurs un temps un atelier au sein de la villa des Arts, rue Hégésippe-Moreau. En 1906, elle obtient le Prix de sculpture de l'Union des femmes peintres et sculpteurs. Elle reçoit une médaille de 3e classe au Salon en 1909 et son marbre La Terre endormie est acquis par la ville de Clichy, un an après l'achat par la ville de Paris du Le Baiser du Soleil à la Terre endormie. La sculptrice expose pour la dernière fois au Salon en 1913.
Le baron Deslandes meurt en 1917 au 24, rue d’Aumale, tout comme, en 1920, la mère de la sculptrice, Marie Talon. Noémie Debienne réside toujours à cette adresse, en compagnie d’une domestique, lors des recensements de 1926 et 1936. Dans les années 1930, elle publie trois ouvrages, notamment des poèmes.
Noémie Debienne meurt en 1954, à Auribeau-sur-Siagne, dans les Alpes-Maritimes, où elle était établie.

## Partitions
- Le Rêve, mélodie, paroles d’Émile Deslandes, Paris, Fromont, 1890[31]
- Mélancolie, mélodie, poème de Cécile Gay, Paris, Fromont, 1890[16]
- Plainte d’une fleur !, mélodie, paroles d’Alphonse Bœuf, Paris, Fromont, 1890[16]
- Les Secrets du ruisseau, poésie de Marc Legrand, Paris, Fromont, 1890[32]
- Tu m’aimais, poésie de Marc Legrand, Paris, Fromont, 1890[16]
- Boléro pour piano, dédicacé à monsieur le baron Émile Deslandes, illustration de couverture Lelogeais, Paris, Fromont, 1890 [lire en ligne]
- Rêveries de jeunesse, valse pour piano, dédicacée à madame Chassang-Chéron, illustration de couverture Barbizet, Paris, Fromont, 1892 [lire en ligne]
- Barcarolle pour piano, dédicacée à madame la marquise de Pallenay, Paris, Fromont, 1892 [lire en ligne]

## Œuvres
(Liste non exhaustive)
- Ma mère, buste, marbre, Salon de 1894 (no 2986), localisation inconnue
- Hésitation, statuette, marbre, Salon de 1894 (no 2987), localisation inconnue
- Bacchante, statue, plâtre, Salon de 1895 (no 3010), achat à l'artiste en 1907[33], CNAP, en dépôt depuis 1950 au palais du Luxembourg, Petit Luxembourg, jardin d'hiver (inv. FNAC 2176)[34]
- Érigone, statue, marbre, Salon de 1896 (no 3364), localisation inconnue
- Désespoir (ou Ariane, ou La Libellule), statue, plâtre, Salon de 1896 (no 3365), achat à l'artiste en 1907, attribution de l’État à la ville de Dax[23], CNAP, en dépôt depuis 2019 au musée de Borda, Dax (inv. FNAC 2175)[33]
- Fleur d'été, statue, plâtre, Salon de 1897 (no 2861), localisation inconnue
- Nadeyda, buste, plâtre, Salon de 1897 (no 2862), localisation inconnue
- Portrait de M. J. A. B., buste, bronze, Salon de 1898 (no 3316), localisation inconnue
- Femme couchée, statue, marbre, Salon de 1900 (no 1921), localisation inconnue
- Faustaulla, princesse de Bavenne, buste, marbre, Salon de 1903 (no 2692), localisation inconnue
- Mai, étude, peinture, Salon de 1904 (no 515), localisation inconnue
- Éveil à la nature, statue, plâtre, Salon de 1907 (no 2743), localisation inconnue
- Séphora, épouse de Moïse, buste en néo-cérame, Salon de 1907 (no 2744), localisation inconnue
- Éveil à la vie, statue, marbre, Salon de 1908 (no 3036), achat à l'artiste en 1908, CNAP, en dépôt depuis 1949 à la mairie de Malo-les-Bains, Dunkerque (inv. FNAC 7240, FNAC 2597)[33]
- Le Baiser du Soleil à la Terre endormie, groupe, plâtre, Salon de 1908 (no 3037), achat de la ville de Paris
- La Terre endormie, statue, marbre, Salon de 1909 (no 3219), achat par la ville de Clichy, parc Roger-Salengro, Clichy[28]
- Boccace, statue, plâtre, Salon de 1909 (no 3220), localisation inconnue
- Portrait de M. le baron D...[Note 2], buste, bronze, Salon de 1910 (no 3481), localisation inconnue
- Portrait de M. Ch. D... après décès, buste, bronze, Salon de 1910 (no 3482), localisation inconnue
- Femme, buste, marbre, Salon de l'Union des Femmes peintres et sculpteurs de 1910 (no 11), achat à l'artiste au salon, CNAP, en dépôt au ministère de l'Intérieur (inv. FNAC 3235)[33]
- Méditation (ou La Liseuse[35]) statue, marbre, Salon de 1911 (no 3276), achat par commande de l'État à l'artiste en 1911, en dépôt depuis 2019 au musée de Borda, Dax, parc Théodore-Denis (inv. FNAC 3735)[33]
- Mai, buste, marbre, Salon de 1911 (no 3277), localisation inconnue
- Éveil à la nature, statuette, marbre, Salon de 1912 (no 3440), localisation inconnue
- Printemps, buste, terre cuite, Salon de 1912 (no 3441), localisation inconnue
- Angélica, buste, marbre, Salon de 1913 (no 3387), localisation inconnue
- Portrait de M. l'abbé N..., buste, plâtre teinté, Salon de 1913 (no 3388), localisation inconnue

## Publications
- À vous, poèmes  (préf. la princesse de Ligne), Paris, éditions de la Jeune Académie, 1930
- Avant de partir  (préf. Raoul Follereau), Paris, éditions de la Jeune Académie, 1935, 94 p.
- L'Appel inconnu, Paris, Les Livres nouveaux, 1939, 63 p.

## Portraits
- « Costume oriental porté au bal de l’hôtel Continental par Mlle Noémie de Bienne », in Montjoye, « Chronique mondaine », L'Art et la Mode,‎ 22 avril 1887, p. 250[36]
- Portrait de Mlle N. de Bienne, in Émile Deslandes (ill. baron Deslandes et Mège du Malmont ; gravures par Ch.-G. Petit et Mauge), Cœurs de marins, Paris, Société des écrivains français, 1894 (lire en ligne)
- Portraits de Noémie Debienne, Bibliothèque nationale de France, collection Laruelle (cote NE-63 (130)-FOL (p. 79))[37]